# ۱۰۲۴ (عدد)
۱۰۲۴ یک عدد طبیعی است که پس از ۱۰۲۳ و قبل از ۱۰۲۵ قرار دارد.